# ویکتور لیندلوف
ویکتور یورگن نیلسون لیندلوف (سوئدی: Victor Jörgen Nilsson Lindelöf؛ زادهٔ ۱۷ ژوئیهٔ ۱۹۹۴) که با نام ویکتور لیندلوف شناخته می‌شود بازیکن فوتبال اهل سوئد است. وی در تیم ملی سوئد توپ می‌زند.

## بازی باشگاهی

### واستراس
در سپتامبر ۲۰۱۰، لیندلوف ۱۶ ساله برای اولین بار با پیراهن واستراس به زمین رفت.

### بنفیکا
لیندلوف در سال ۲۰۱۱ به بنفیکا پیوست و در سال ۲۰۱۵ نیز قرارداد خود با این باشگاه را تا سال ۲۰۲۰ تمدید کرد.

### منچستر یونایتد
در ۱۰ ژوئن ۲۰۱۷، منچستریونایتد به‌طور رسمی اعلام کرد که ویکتور لیندلوف را با ۳۵ میلیون یورو خریده‌است. البته یونایتدی‌ها ۱۰ میلیون یورو پاداش احتمالی را نیز برای بنفیکا در نظر گرفته‌اند. قرارداد یار سوئدی منچستر یونایتد، ۴ ساله است.
او اولین بازی رسمی خود را برای باشگاه در برابر رئال مادرید در سوپر جام اروپا ۲۰۱۷ انجام داد.

## وِیژگی‌های تاکتیکی

### یورو زیر ۲۱ ساله‌ها و آغاز درخشش
نام ویکتور لیندلوف از رقابت‌های یورو زیر ۲۱ ساله‌ها سر زبان‌ها افتاد. جایی که او از بهترین بازیکنان تیمی بود که توانست قهرمان رقابت‌ها شود. لیندلوف البته در تمامی دیدارهای تیم ملی سوئد در این رقابت‌ها به عنوان یک مدافع راست به میدان رفت و شایستگی‌های خود را نشان داد. با این حال از همان اولین حضور جدی در تیم اصلی بنفیکا مقابل موریرنسه، زیر نظر روی ویتوریا، کارش را به عنوان یک مدافع میانی آغاز کرد. لیندلوف از همان اولین بازی‌ها توانایی‌های گوناگونی از خود به عنوان یک مدافع میانی نشان داد. او هم توانایی‌های یک «Ball-playing defender" بایگانی‌شده  در ۳۱ اکتبر ۲۰۲۰ توسط Wayback Machine را داشت و هم توانایی‌های یک مدافع در نقش «Stopper" بایگانی‌شده  در ۳۱ اکتبر ۲۰۲۰ توسط Wayback Machine. بازی با توپ، سرعت، فیزیک بدنی و قدرت فیزیکی او باعث می‌شد تا لیندلوف در اکثر پارامترهای تدافعی دستِ بالا را مقابل مهاجمان مختلف داشته باشد.
با این حال در اولین نیم فصل حضور به عنوان یار ثابت در ترکیب بنفیکا او ضعف‌های واضحی داشت. تام کاندرت، تاکتیک‌نویس فور فور تو، تابستان سال گذشته در یادداشتی تحلیلی مهم‌ترین نقطه ضعف لیندلوف را عدم اعتماد به نفس این بازیکن در حفظ توپ و به گردش درآوردن آن علی‌رغم داشتن توانایی‌های خوب در این زمینه عنوان کرد. جایی که به اعتقاد کاندرت، مدافع سوئدی ترجیح می‌داد به جای پیش روی و شروع بازیسازی تیم از خط دفاعی، خیلی زود با دادن پاس‌های ساده و کوتاه خودش را از شر توپ خلاص کند. این مسئله در شرایطی که توانایی‌های لیندلوف به عنوان یک «Ball-playing defender» قابل قبول بود، کمی آزار دهنده به نظر می‌رسید. در نقطه مقابل بازیخوانی از مهم‌ترین نقاط قوت لیندلوف محسوب می‌شد. کاندرت در همان مطلب می‌نویسد: «پارامترهای تدافعی توسط او در بهترین زمان اجرا می‌شود. چهار کارت زرد در ۳۰ بازی به عنوان یک مدافع میانی فیزیکی، به خوبی این مسئله را اثبات می‌کند.»

### اوج‌گیری یک مدافع ۲۲ ساله در لیگ پرتغال
فصل گذشته اما حجت را برای ویکتور لیندلوف تمام کرد. جایی که بسیاری از فوتبال نویسان و تاکتیک نویسان از تولد یک مدافع میانی در سطح کلاس A + جهانی نام بردند. لیندلوف از بهترین بازیکنان تیمی بود که توانست با اقتدار قهرمان لیگ پرتغال شود و به جمع ۱۶ تیم برتر لیگ قهرمانان اروپا نیز راه یابد. مدافع سوئدی اما از لحاظ انفرادی نیز به وضوح پیشرف چشم‌گیری نسبت به فصل گذشته داشت و توانست نقاط ضعفش را کم رنگ تر کند. پارامترهای تدافعی او به شکل قابل توجهی پیشرفت کردند تا بسیاری از تاکتیک نویسان به او عنوان یک «All-round defender» بدهند. عنوانی که به مدافعانی کامل از هر حیث تعلق دارد.

## گل‌های ملی
| # | تاریخ         | محل برگزاری               | حریف      | گل  | نتیجه | نوع مسابقه                          |
| - | ------------- | ------------------------- | --------- | --- | ----- | ----------------------------------- |
| ۱ | ۱۰ اکتبر ۲۰۱۶ | ورزشگاه فرندز آرنا، سولنا | بلغارستان | ۳–۰ | ۳–۰   | مرحله مقدماتی جام جهانی فوتبال ۲۰۱۸ |

## زندگی شخصی
پس از انتقال به منچستر یونایتد، لیندلوف نامزدی خود را به دوست دختر ماندگار خود یعنی مایا نیلسون اعلام کرد.